# Архиепархия Йоханнесбурга
Архиепархия Йоханнесбурга (лат. Dioecesis Ioannesburgensis) — архиепархия Римско-Католической Церкви с центром в городе Йоханнесбург, ЮАР. В митрополию Йоханнесбурга входят епархии Клерксдорпа, Манзини, Витбанка. Кафедральным собором архиепархии Йоханнесбурга является собор Христа Царя.

## История
4 июня 1986 года Святой Престол Пий XI учредил апостольскую префектуру Трансвааля, выделив её из апостольского викариата Наталя (сегодня — Архиепархия Дурбана).
6 сентября 1904 года апостольская префектура Трансвааля была преобразована в апостольский викариат.
В 1910 и 1923 годах апостольский викариат Трансвааля передал часть своей территории для новых апостольских префектур Северного Трансвааля (сегодня — Епархия Полокване) и Лиденбурга (сегодня — Епархия Витбанка).
9 апреля 1948 года апостольский викариат Трансвааля передал часть своей территории для образования нового апостольского викариата Претории (сегодня — Архиепархия Претория). В этот же день апостольский викариат Трансвааля был переименован в апостольский викариат Йоханнесбурга. 
11 января 1951 года Римский папа Пий XII издал буллу «Suprema Nobis», которой преобразовал апостольский викариат Йоханнесбурга в епархию.
14 октября 1965 года епархия Йоханнесбурга передала часть своей территории для образования новой апостольской префектуры Западного Трансвааля (сегодня — Епархия Клерксдорпа).
5 июня 2007 года Римский папа Бенедикт XVI издал буллу «Cum ad aptius consulendum», которой возвёл епархию Йоханнесбурга в ранг архиепархии.

## Ординарии епархии
- епископ William Miller O.M.I.[1] (17.09.1904 — 2.05.1912);
- епископ Charles Cox O.M.I. (15.07.1914 — 14.07.1924);
- епископ David O’Leary O.M.I. (13.05.1925 — 25.11.1950);
- епископ William Patrick Whelan O.M.I. (25.11.1950 — 18.07.1954) — назначен архиепископом Блумфонтейна;
- епископ Hugh Boyle (18.07.1954 — 24.01.1976);
- епископ Joseph Patrick Fitzgerald O.M.I. (24.01.1976 — 2.07.1984);
- епископ Reginald Joseph Orsmond (2.07.1984 — 19.05.2002);
- архиепископ Buti Joseph Tlhagale O.M.I. (8.07.2003 — 28.10.2024);
- кардинал Стивен Бризлин (28.10.2024 — по настоящее время).

## Источник
- Annuario Pontificio, Libreria Editrice Vaticana, Città del Vaticano, 2003, ISBN 88-209-7422-3
- Булла Suprema Nobis Архивная копия от 3 марта 2016 на Wayback Machine, AAS 43 (1951), стр. 257  (лат.)
- Булла Cum ad aptius consulendum Архивная копия от 27 октября 2020 на Wayback Machine, AAS 99 (2007), стр. 582  (лат.)